# Jan Mejdr
Jan Mejdr (Praga, 11 maggio 1995) è un calciatore ceco, difensore dell'Hansa Rostock.

## Palmarès

### Club

#### Competizioni nazionali
- Campionato ceco: 2

Sparta Praga: 2022-2023, 2023-2024
- Coppa della Repubblica Ceca: 1

Sparta Praga: 2023-2024